# Округ Хартфорд (Северна Каролина)
Хартфорд (енгл. Hertford County) је округ у америчкој савезној држави Северна Каролина.

## Демографија
По попису из 2010. године број становника је 24.669, што је 2.068 (9,2%) становника више него 2000. године.
| Група             | 2000.          | 2010.          |
| Белци             | 8.374 (37,1%)  | 8.479 (34,4%)  |
| Афроамериканци    | 13.459 (59,6%) | 14.933 (60,5%) |
| Азијати           | 71 (0,3%)      | 131 (0,5%)     |
| Хиспаноамериканци | 354 (1,6%)     | 644 (2,6%)     |
| Укупно            | 22.601         | 24.669         |